# Lista över insjöar i Sverige med namn som slutar på -järvi

Spridning av sjöar med namn på -järv respektive -järvi/-järvet i Sverige

-järvi (plural: -järvet) är finska för -sjön etc, och är ett vanligt efterled i sjönamn i traditionellt finskspråkiga delar av norra Norrland och i mellansveriges finnbygder. Formen -järv är en försvenskad variant.
- Lista över insjöar i Sverige med namn som slutar på -järv
- Lista över insjöar i Sverige med namn som slutar på -järvet
- Lista över insjöar i Sverige med namn som slutar på -järvi (Lappland A-O)
- Lista över insjöar i Sverige med namn som slutar på -järvi (Lappland P-Ö)
- Lista över insjöar i Sverige med namn som slutar på -järvi (Norrbotten)
- Lista över insjöar i Sverige med namn som slutar på -järvi (Svealand och Södra Norrland)